# Enterobacter
Enterobacter je rod gramnegativních, fakultativně anaerobních tyčinkovitých bakterií čeledi Enterobacteriaceae. Některé kmeny těchto bakterií jsou patogenní a způsobují oportunní infekce u hostitelů se sníženou imunitou (obvykle u hospitalizovaných) a u osob na mechanické ventilaci. Nejčastějšími místy infekce jsou močová a dýchací soustava. Enterobacter patří (společně s rodem Escherichia) mezi fekální koliformní mikroorganismy.
Klinicky významnými druhy tohoto rodu jsou E. aerogenes a E. cloacae.